# Cuckoo Weir Stream
Der Cuckoo Weir Stream ist ein Nebenarm der Themse in Berkshire. Er zweigt westlich der Queen Elizabeth Bridge am nördlichen Ufer des Flusses von diesem ab und verläuft in östlicher Richtung unter der Brücke durch. Östlich der Brücke teilt er sich in zwei Arme, die parallel zueinander verlaufen und nördlich der Baths Island wieder in die Themse münden.
Der Themsepfad überquert sowohl seine Mündungen, wie auch seine Quelle auf Fußgängerbrücken.